# 卡默尔河畔诺伊堡
卡默尔河畔诺伊堡是德国巴伐利亚州的一个市镇。总面积37.91平方公里，总人口3167人，其中男性1610人，女性1557人（2011年12月31日），人口密度84人/平方公里。